# Zarza de Tajo

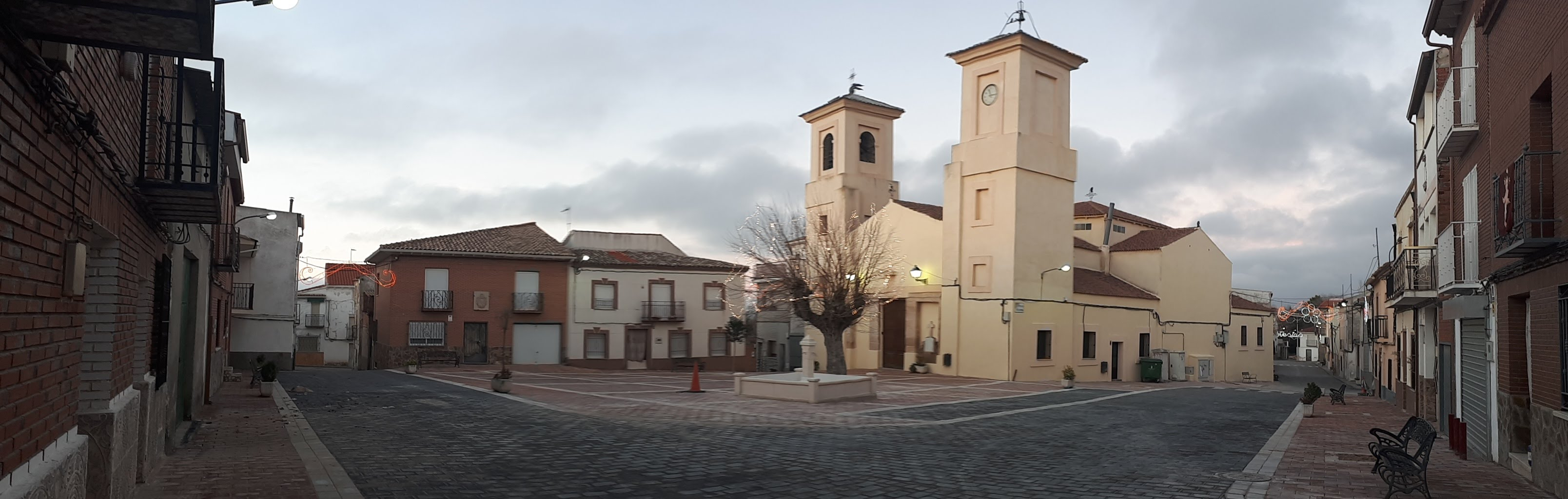
Plaza de Zarza de Tajo

Zarza de Tajo es un municipio español de la provincia de Cuenca, en la comunidad autónoma de Castilla-La Mancha.
Perteneciente a la comarca de La Mancha de Cuenca. La principal actividad económica de Zarza de Tajo ha sido tradicionalmente la agricultura y la ganadería.
Se empiezan a encontrar datos de Zarza de Tajo en el siglo XII.

## Historia
Zarza de Tajo disponía de un castillejo en 1108 que pertenecía al alfoz de Alharilla. En 1171 esta villa entró a formar parte de la Orden de Santiago, por cesión del rey Alfonso, siendo repoblada, de tal manera que aparece mencionada en un manuscrito de 1223, en un conflicto entre el Arzobispo de Toledo y el Obispo de Cuenca, don García, por el cual este último se hizo con la parroquia de La Zarza. Sabemos también que "en la segunda mitad del siglo XVI, aunque decayó la actividad repoblada, todavía se colonizaron en tierras manchas: La Zarza (1370), Belmonte (1366), La Alberca (1368), Fuencaliente (1369), Puebla de Almenara 
(1370) y Fuente de Pedro Naharro (1378).

En la cédula de 1433 a La Zarza le correspondía pagar a la Real Hacienda 3440 maravedíes, y llegó a ser Encomienda de la Orden de Santiago, y esta pasó a principios del siglo XVI a ser realengo, para antes de 1575 formar parte de los ascendientes del Ducado del Infantado. La villa de La Zarza fue encomienda de la Orden de Santiago.
“La subdivisión interna más importante de las órdenes militares eran las llamadas encomiendas, que eran unidades de carácter local dirigidas por un comendador. La encomienda podía asentar la sede o residencia del comendador en un castillo o fortaleza o en una villa y era un centro administrativo o económico en el que se cobraban y percibían las rentas de los predios y heredades atribuidas a esa encomienda; era el lugar habitual de residencia del comendador y de algún otro caballero.
Cada encomienda debía sostener con sus rentas no solo al comendador y a los otros caballeros residentes en ella, sino que también debían pagar y armar a un determinado número de lanzas, que debían acudir a los llamamientos de su maestre perfectamente equipados para tomar parte en aquellas acciones militares que quisiera emprender. Todos ellos formaban la mesnada o ejército de la Orden, que respondía a las órdenes de su maestre. Las rentas de las tierras, pastos, industrias, portazgos y derechos de paso, junto con los impuestos y el diezmo, constituían los ingresos que servían para mantener a la Orden. Los ingresos se repartían entre rentas de la encomienda respectiva y rentas de la Mesa maestral que financiaban al maestre de la Orden”
Por lo que se supone que en el castillejo de Zarza de Tajo se albergaba la residencia del comendador.
En las relaciones de pueblos del obispado de Cuenca hechas por orden de "Felipe II”, los vecinos de Tarancon, en la pregunta 38, señalan que "Uvo el comendador Velasco (don Pedro de Velasco), de La Zarza, junto a Santa Cruz, que a la sazón era encomienda. Fue hombre principal, y vino a ser el más antiguo de su tiempo de la Orden De Santiago. Murió en dicha villa.
Su hermano Juan de Velasco, también de Tarancon, fue prior perpetuo de Uclés. El padre de ambos, Pedro de Velasco, fue comendador de la reina, en Llerena (Badajoz).
Pedro de Velasco fue alcaide de las casas y salinas que la Orden tenía en Belinchon, nombrado por el maestre don Rodrigo Manrique. Después, el maestre don Alonso de Cárdenas es el que le hizo comendador de la Zarza.

Don Pedro de Velasco estuvo casado en Tarancon con una hija del notario Pedro Fernández. Su hijo, el tercer Pedro Velasco, también fue comendador de La Zarza. Pero además hay un manuscrito existente en el ayuntamiento de Zarza de Tajo en el cual se hace referencia a la dicha encomienda, y que es apartada de la Orden De Santiago.

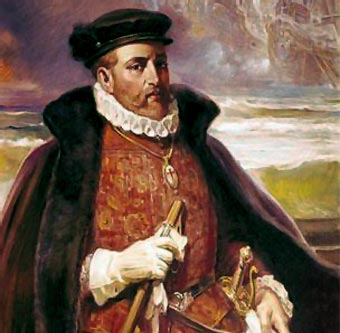
Ruy Gómez de Silva, príncipe de Éboli
Orden De Santiago de la cual la villa de La Zarza fue encomienda

La Villa de La Zarza, era del rey ya en el año 1562, como atestigua un manuscrito del 19 de enrede 1626, rublicado por la Princesa de Mélito, duquesa de Pastrana, que dice que:
"Doña Leonor de Guzmán, Princesa de Mélito, Duquesa de Pastrana y Francavilla, Marquesa de Algecilla, Condesa de Gálvez, etc., en virtud del poder que tengo del Principe mi primo y señor para gobernar y administrar sus estados, ante Andrés Calvo, en 29 de marzo de 1623.
Por cuanto por parte del Concejo, Justicia y Regimiento de mi villa de La Zarza se me a hecho relación que el dicho Concejo tiene ciertas tierras en El Valle que llaman los Tarahales, sitas en término redondo que les dio su Majestad el año de 1562, cuando concedió a la población de dicha villa, por privilegio particular que se despachó para ello..." 
La villa de La Zarza pasa a ser propiedad de los Duques de Pastrana.
En las Relaciones de pueblos del obispado de Cuenca hechas por orden de Felipe II los de Belinchón respondieron a la pregunta 45, que «La Zarza es un lugar pequeño de Ruy Gómez», siendo este Ruy Gómez, don Ruy Gómez de Silva y Mendoza, segundo príncipe de Mélito, segundo príncipe de Éboli, duque de Pastrana y de Francavilla.

A la pregunta 60, contestaron que «la villa de La Zarza está a una legua; es de ochenta vecinos, pocos más o menos; fue de "Ruy Gómez de Silva”», es decir, del primer Príncipe de Éboli. Ya en 1576 aparece La Zarza, como «un pequeño lugar de Ruy Gómez». Este Ruy Gómez es hijo de Ruy Gómez de Silva y de "Ana de Mendoza y de la Cerda”, estableciéndose así un vínculo entre La Zarza y la "Casa de Mendoza” y el "Ducado del Infantado”, a partir de mediados del siglo XVI, siendo a principios del siglo XVI, en que, como señala en un documento de 1733, existente en el Ayuntamiento, "Carlos V” otorgó venta de esta villa, sus diezmos y regalías a los predecesores de la Casa del Duque. El dominio de La Zarza por esta Casa nobiliaria de los Duques del Infantado durará cerca de trescientos años.

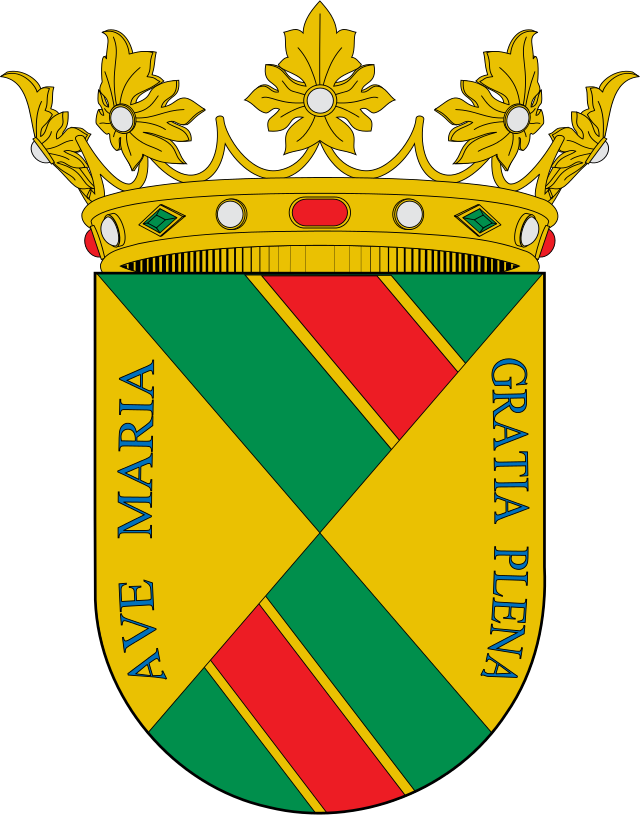
Escudo de los Duques del Infantado señores de la villa de Zarza de Tajo desde el año 1733 durante 300 años

## Demografía
Zarza de Tajo cuenta con una población de 274 habitantes (INE 2024).
| Gráfica de evolución demográfica de Zarza de Tajo entre 1842 y 2021                                                 |
| |
| Población de derecho según los censos de población del INE Población de hecho según los censos de población del INE |

| Nacionalidad | Hombres | Mujeres | Total | %      | Proporción |
| ------------ | ------- | ------- | ----- | ------ | ---------- |
| Española     | 103     | 87      | 190   | 70.8 % |            |
| Extranjera   | 44      | 34      | 78    | 29.1 % |            |

## Escudo

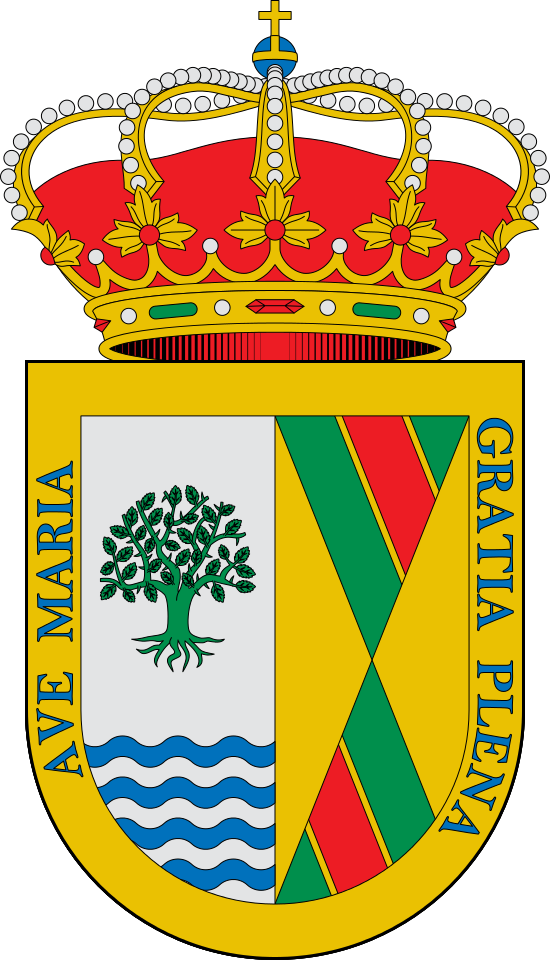
Escudo de Zarza de Tajo

La descripción que da el Boletín de la Real Academia de la Historia. Tomo CXCIIII Número III del año 1996 sobre el escudo de Zarza de Tajo es:
Las armas de nueva creación que se presentan comprende dos cuarteles: ocupa el primer una acertada alusión al nombre del lugar -una zarza y las ondas que representan el río- y el segundo las propias des los antiguos señores, los Duques del Infantado. Entendemos que en el primero debe suprimirse la cruz-espada de Santiago que le añade el proyecto como recuerdo de la dependencia de ZARZA DE TAJO de esta orden Militar antes de que fuera vendida su jurisdicción al Duque. N es ese su lugar, evidentemente, de acuerdo con el sentido del primer cuartel, y recarga inútilmente la composición, ya demasiado complicada.
De esta manera las armas de ZARZA DE TAJO quedan como sigue: escudo partid: 1 de plata, una zarza verde sobre ondas; 2 cuartelado en aspa: 1 y 4 de verde, una banda de gules bordeada de oro; 2 y 3 de oro, la leyenda AVE MARIA GRATIA PLENA en orla. va timbrado con la corona real española.
Se hace notar que la descripción aportada en el pleno municipal no es correcta, ni tampoco el dibujo que se une en este, la zarza debe representarse con mayor exactitud y más artísticamente, sin que parezca un cactus  chumbera, y las ondas de la manera habitual, esto es: llenando totalmente el tercio inferir del campo, de borde a borde, alternadamente de azul y plata.
(Aprobados en 30-6-95)

## Administración
| Periodo   | Nombre                                      | Partido                  |
| --------- | ------------------------------------------- | ------------------------ |
| 1979-1983 | Félix Serrano Fernandéz                     |                          |

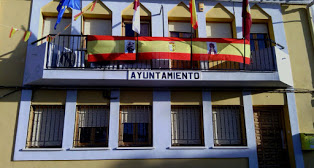
Casa consistorial

| 1983-1987 | Gregorio Bonifacio Belinchón Belinchón      |                          |
| 1987-1991 | Valentín Fernández Trigo                    | PSOE                     |
| 1991-1995 | Valentiín Fernández Trigo                   | PSOE                     |
| 1995-1999 | Valentin Fernandez Trigo                    | PSOE                     |
| 1999-2003 | Jesús Ambrosio Belinchón Trigo              | Partido Popular          |
| 2003-2007 | Roberto Lopez                               | Independientes por Zarza |
| 2007-2011 | Roberto López                               | Independientes por Zarza |
| 2011-2015 | Roberto López                               | Independientes por Zarza |
| 2015-2019 | Mª Pilar Aragón Trigo                       | PP                       |
| 2019-2023 | Pedro Antonio Belinchon González de Mendoza | PP                       |

| Nombre y apellidos                     | Desde      | Hasta      |
| -------------------------------------- | ---------- | ---------- |
| Anacleto Belinchón                     |            | 16-4-1850  |
| Patricio Parra                         | 16-4-1850  | 31-12-1851 |
| José Parra                             | 1-4-1852   | 31-12-1852 |
| Valentín Belinchón                     | 1-1-1861   | 31-12-1862 |
| Javier Belinchón                       | 1-1-1863   | 31-12-1864 |
| Gerónimo Parra                         | 1-1-1865   | 31-12-1866 |
| José Torres                            | 1-1-1867   | 31-12-1868 |
| Javier Belinchón (Junta Gestora)       | 30-9-1868  | 20-10-1868 |
| Julián Aragón                          | 20-10-1868 | 31-12-1868 |
| Lorenzo Belinchón                      | 1-1-1869   | 31-1-1872  |
| Román López                            | 1-2-1872   | 24-8-1873  |
| Teófilo Parra                          | 24-8-1873  | 31-12-1874 |
| Anacleto Parra                         | 1-1-1875   | 1-3-1877   |
| Doroteo Aragón                         | 1-3-1877   | 1-7-1879   |
| Pedro Gonzalez de Mendoza              | 1-7-1879   | 1-7-1881   |
| Santiago Gonzalez de Mendoza           | 1-7-1881   | 1-7-1883   |
| José Aragón y Vellisca                 | 1-7-1883   | 1-7-1887   |
| Eusebio García-Cuenca y Mateo          | 1-7-1887   |            |
| Raimundo Parra Santacruz               | 1906       | 1-11-1923  |
| Justiniano Fernández Belinchón         | 1-11-1923  | 26-3-1924  |
| Victorio Belinchón Rubio               | 26-3-1924  | 25-9-1926  |
| Benito Torres Torollo                  | 25-9-1926  | 24-12-1929 |
| Justiniano Fernández Belinchón         | 24-12-1929 | 18-2-1930  |
| Raimundo Parra Santacruz(C.Gestora)    | 18-2-1930  | 30-4-1930  |
| Tomás González de Mendoza Belincón     | 30-4-1930  | 4-4-1931   |
| Raimundo Parra Santacruz               | 4-4-1931   | 16-10-1931 |
| Román Trigo Fernández (C.Gestora)      | 16-10-1931 | 31-12-1932 |
| Raimundo Parra Santacruz (C.Gestora)   | 1-1-1933   | 4-3-1936   |
| Valerio Fernández García               | 4-3-1936   | 7-3-1937   |
| Segundo Loeches Navarro                | 7-3-1937   | 14-7-1938  |
| Benigno Fernández Cano                 | 14-7-1938  | 30-3-1939  |
| Fernando González de Mendoza Belinchón | 30-3-1939  | 9-7-1939   |
| Victorio Belinchón Rubio               | 9-7-1939   | 16-6-1957  |
| Eusebio Navarro Trigo                  | 16-6-1957  | 3-11-1961  |
| Eugenio Martínez Carrera               | 3-11-1961  | 12-8-1970  |
| Juan Ángel Fernández Olivas            | 12-8-1970  | 19-4-1979  |

### Evolución de la deuda viva
El concepto de deuda viva contempla solo las deudas con cajas y bancos relativas a créditos financieros, valores de renta fija y préstamos o créditos transferidos a terceros, excluyéndose, por tanto, la deuda comercial.
Entre los años 2008 a 2014 este ayuntamiento no ha tenido deuda viva.

## Servicios públicos
Educación

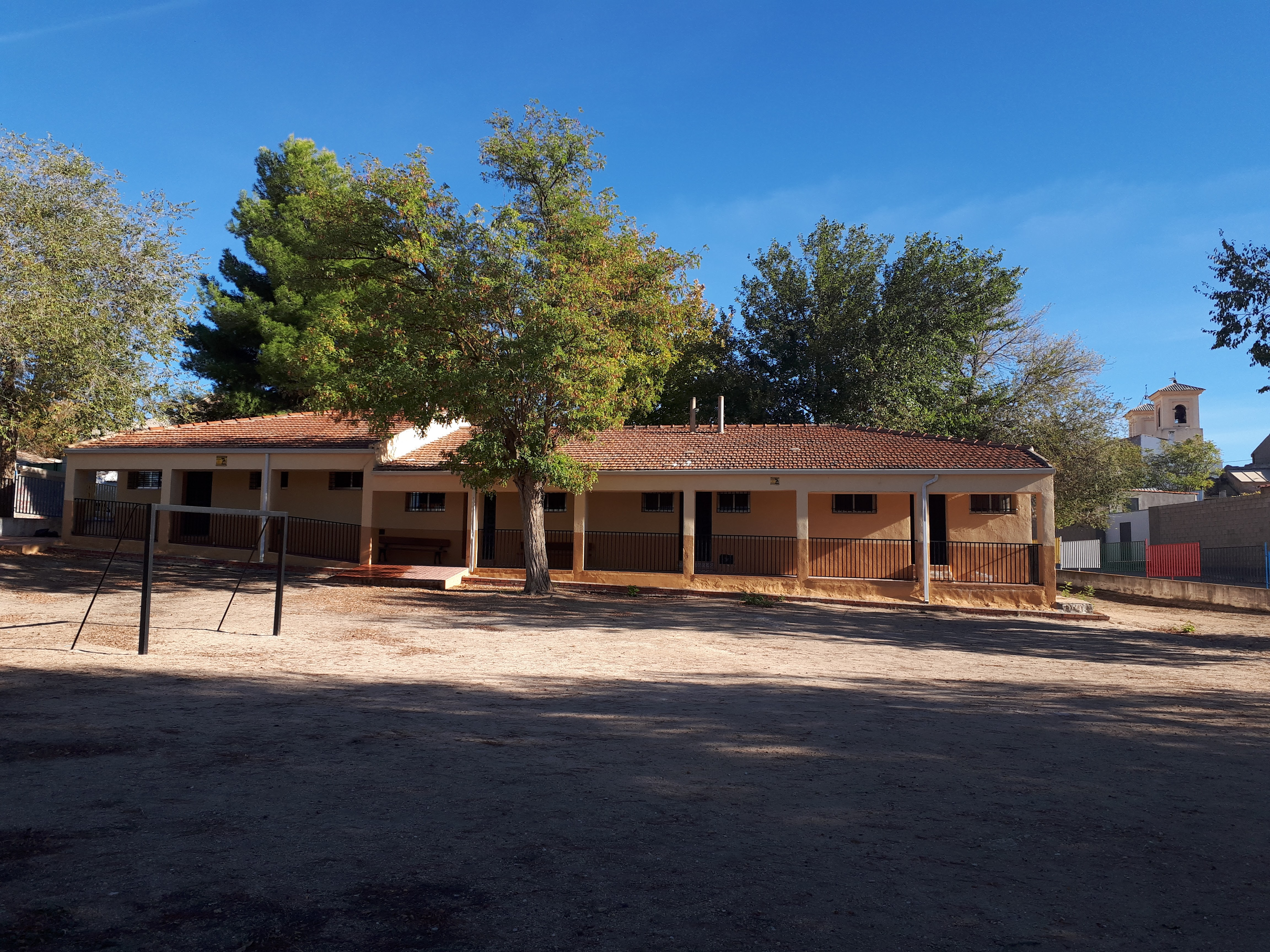
Colegio rural Segobriga

- Colegio Rural Segóbriga. Se trata de una escuela de educación primaria con dos clases, gimnasio y dos grandes patios delantero y trasero.

Sanidad y servicios sociales
- Centro médico. Parque Antonio Machado
- Centro social

## Patrimonio

### Iglesia de la Visitación

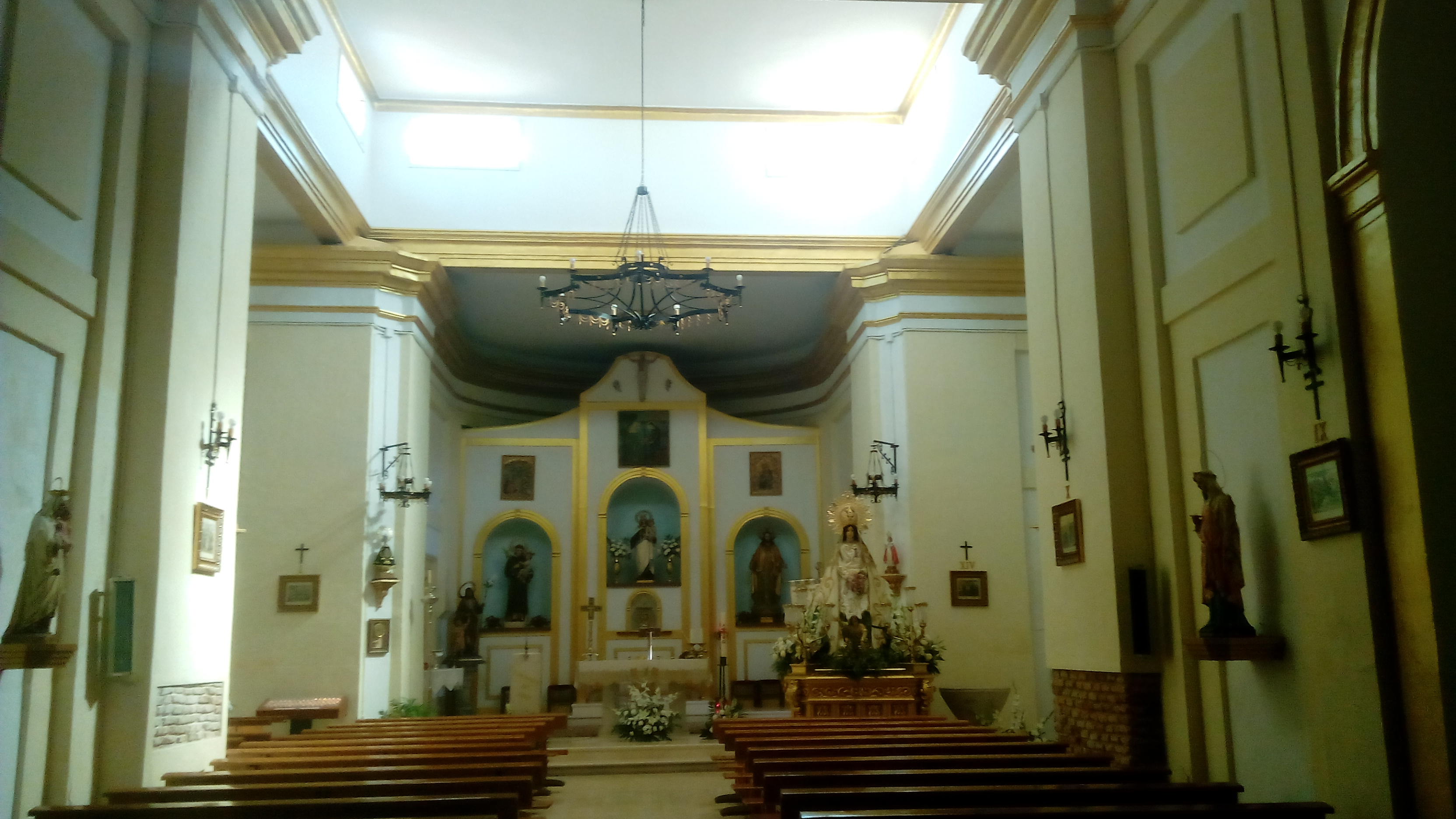
Iglesia de la Visitación de Nuestra Señora a Sta. Isabel

Edificio de estilo de los Austrias construido a finales del siglo XVIII.
Las piedras del edificio están ocultas por un revestimiento de cal.
En su interior descansan las imágenes del patrón San Antonio de Padua y de la patrona la Virgen de las Candelas.

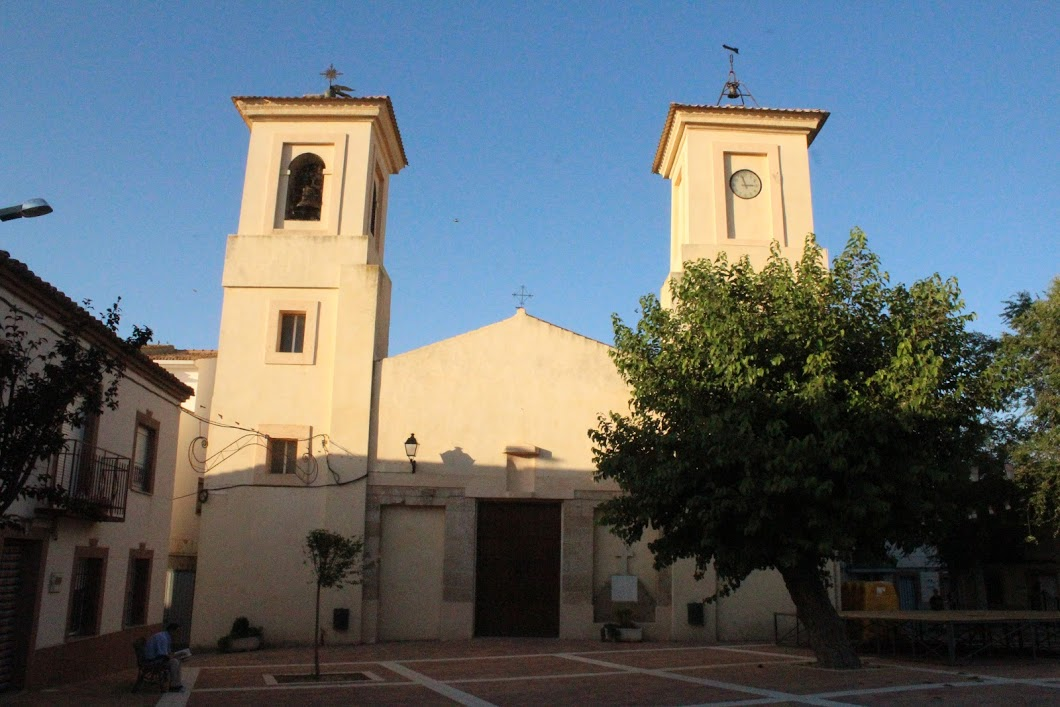
Iglesia de Zarza de Tajo
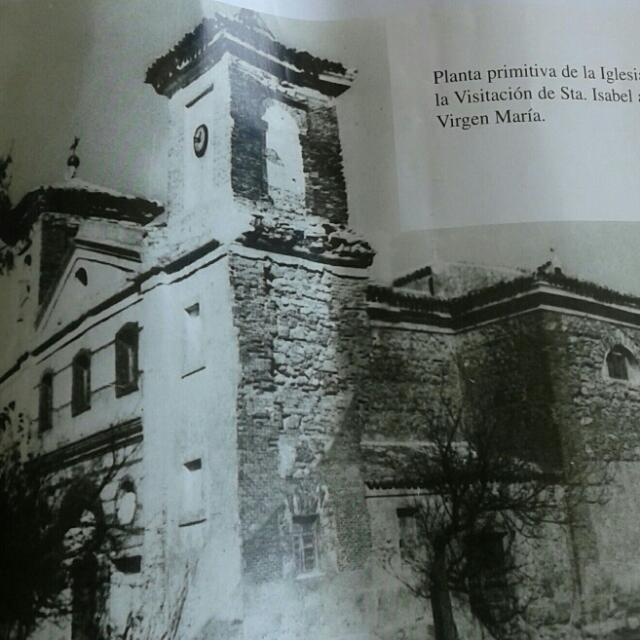
Vista de la antigua fachada de la iglesia

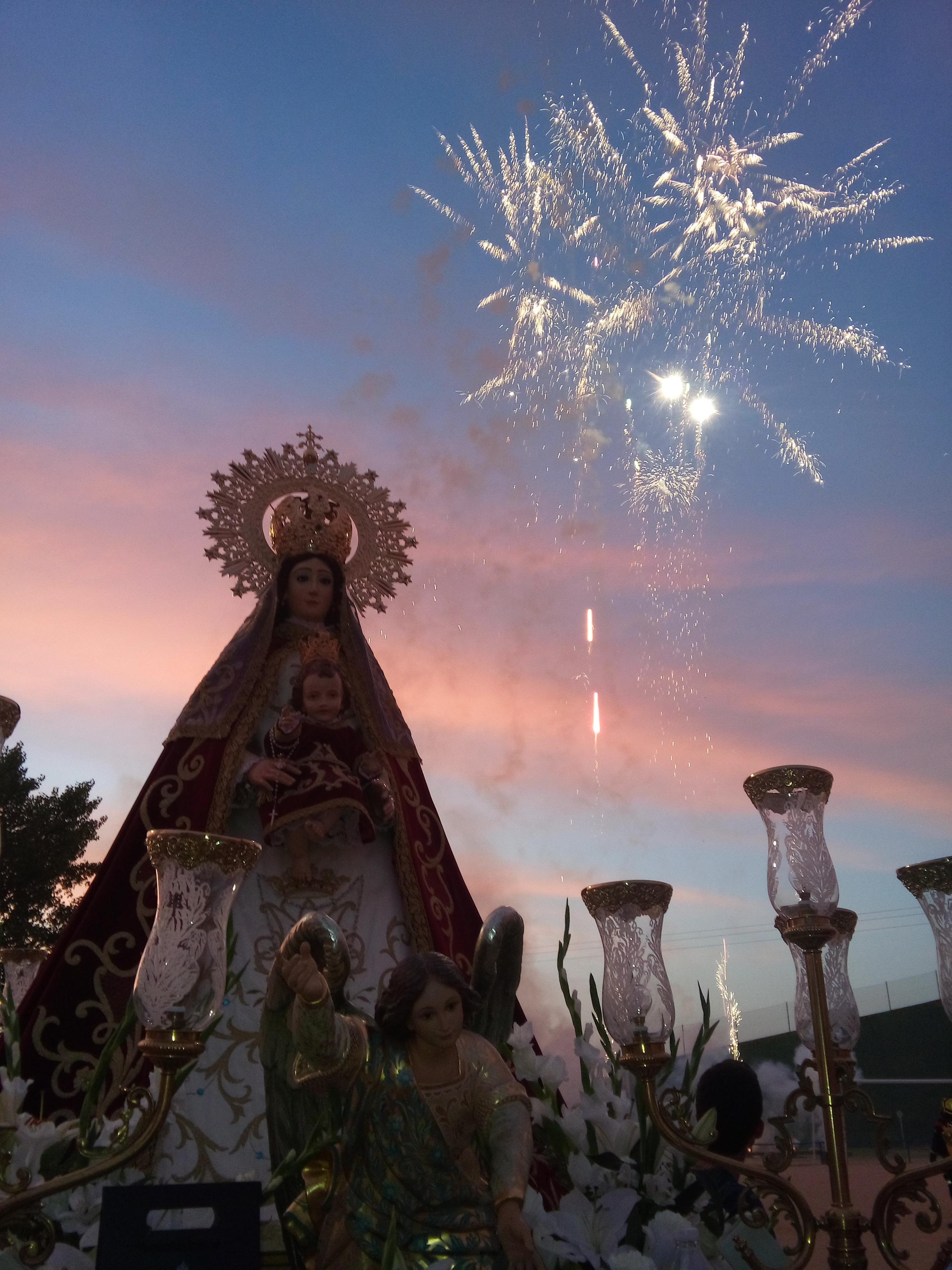
Virgen de las Candelas en Santa Maria de los Llanos

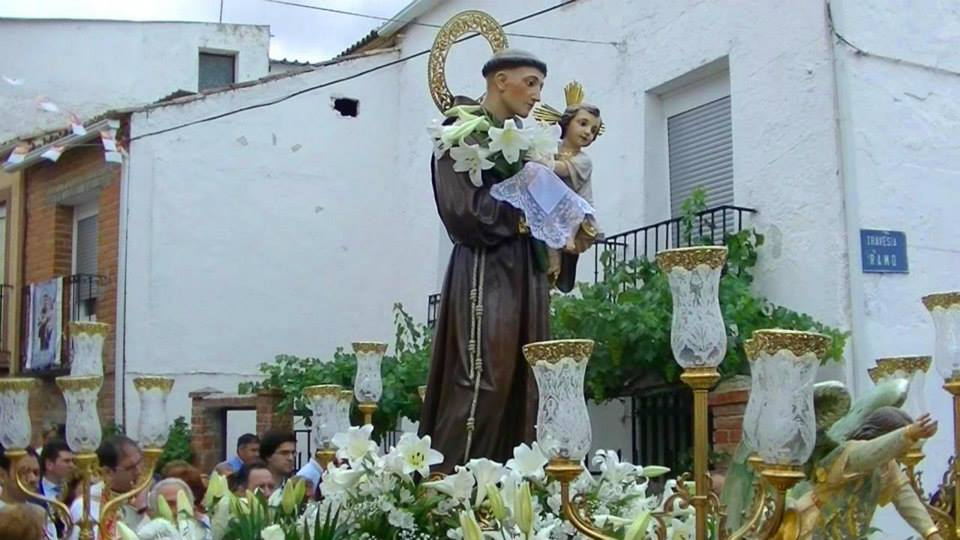
San Antonio de Padua

### Casa de la Tercia

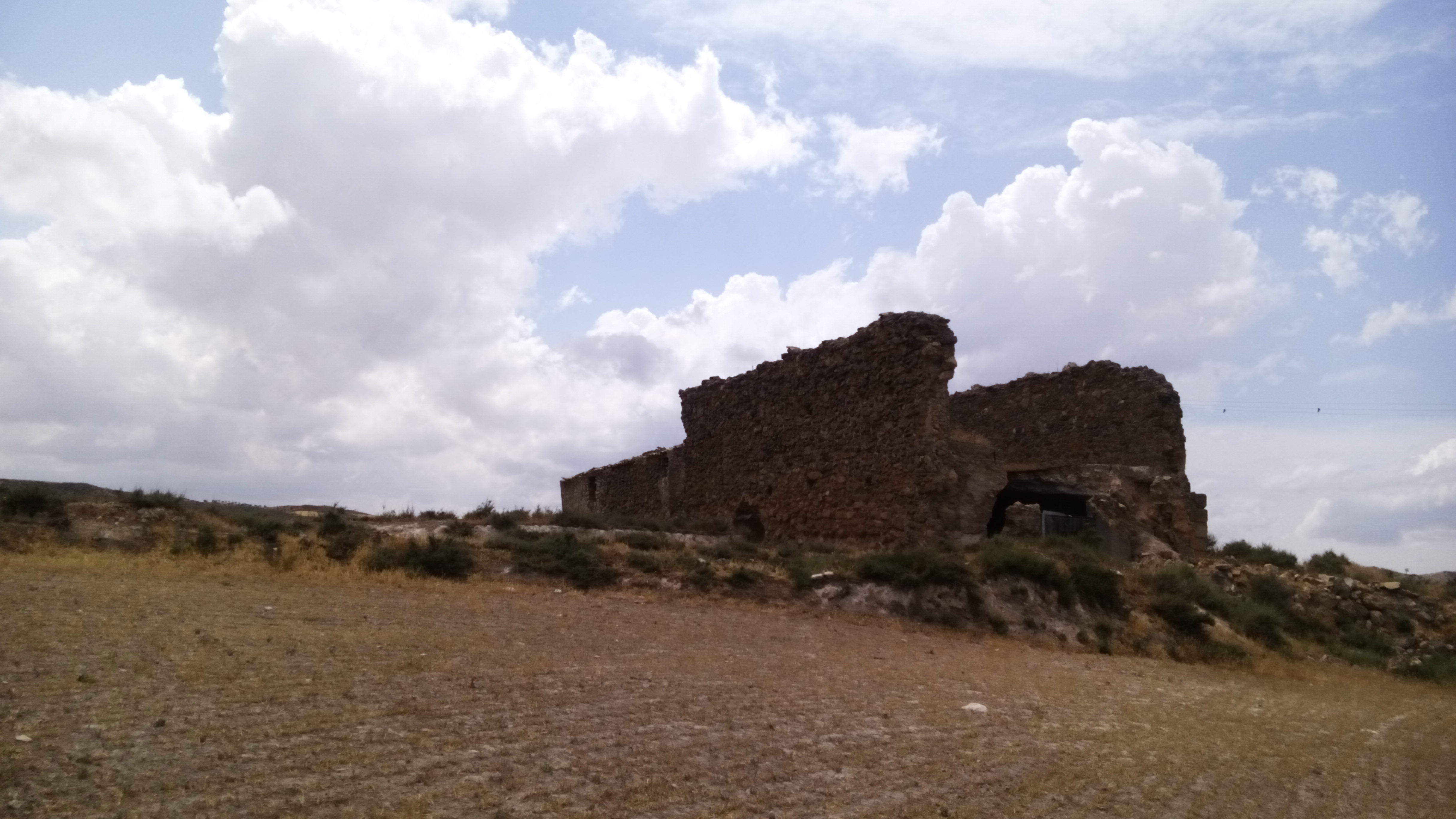
Casa de la Tercia

Construida anteriormente al siglo XVI. Edificio donde los lugareños pagaban los impuestos en especie.
Actualmente conserva los restos de una antigua bodega dentro del edificio y más abajo los restos de una bodega 
de mayor tamaño situada en el interior de una cueva.
De este edificio ya se encuentran documentos de arreglos y creación de bodega datados en el año 1631. Se trata de cartas mandadas por el cura de la villa de La Zarza Don Cristóbal García de Baldarazete a la Princesa de Mélito, Duquesa de Pastrana.

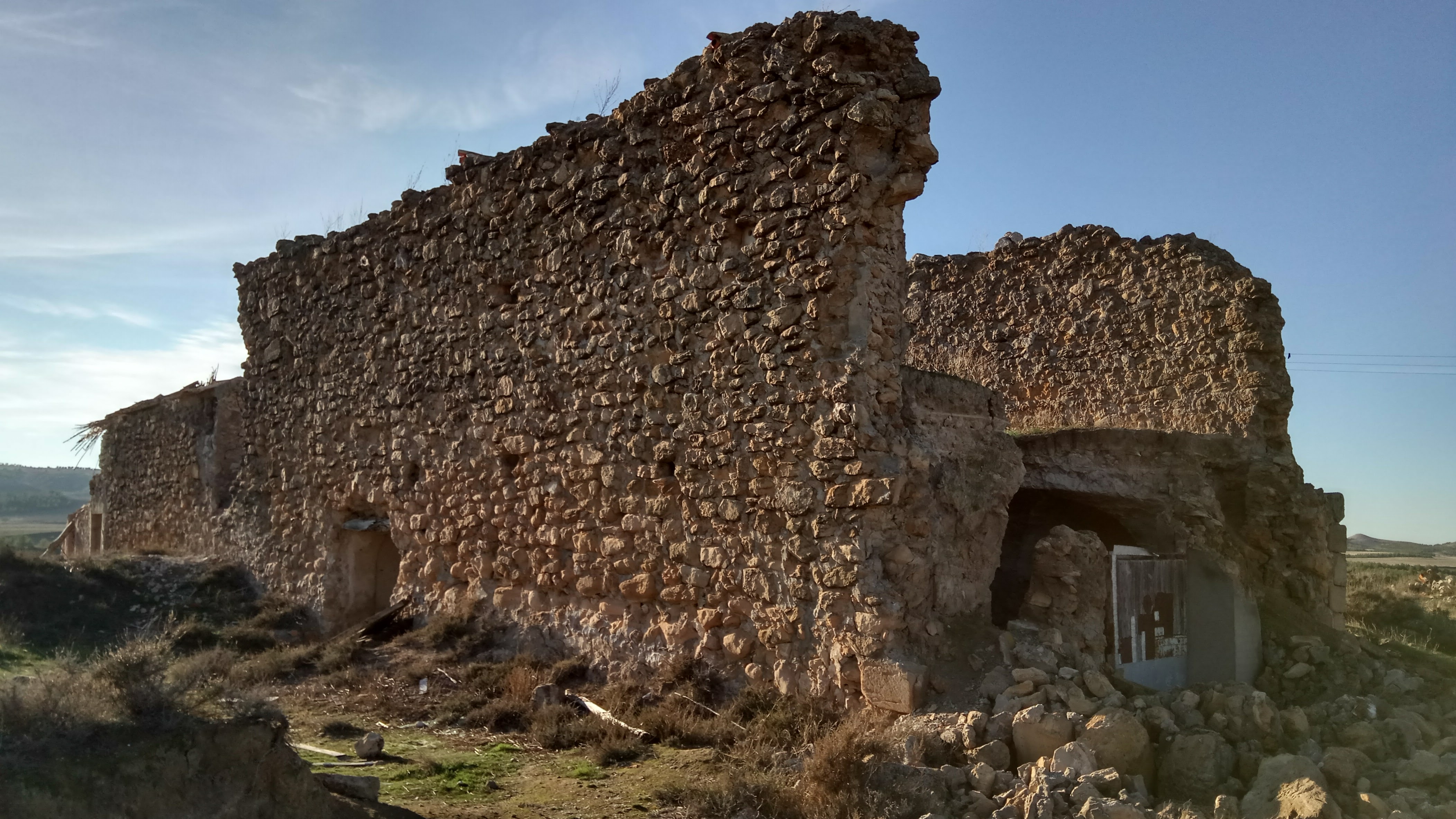
Casa de La Tercia

### Antigua iglesia
Se albergan los restos de una antigua iglesia de la época de la construcción de La Tercia.
Se encuentra rasgos de esta antigua iglesia en la puerta principal del cementerio municipal y en una antigua 
capilla que se encuentra pegada al mismo. Cuya capilla todavía conserva adornos originales y la cúpula original. Esta capilla se encuentra en la actualidad en abandono y deterioro.

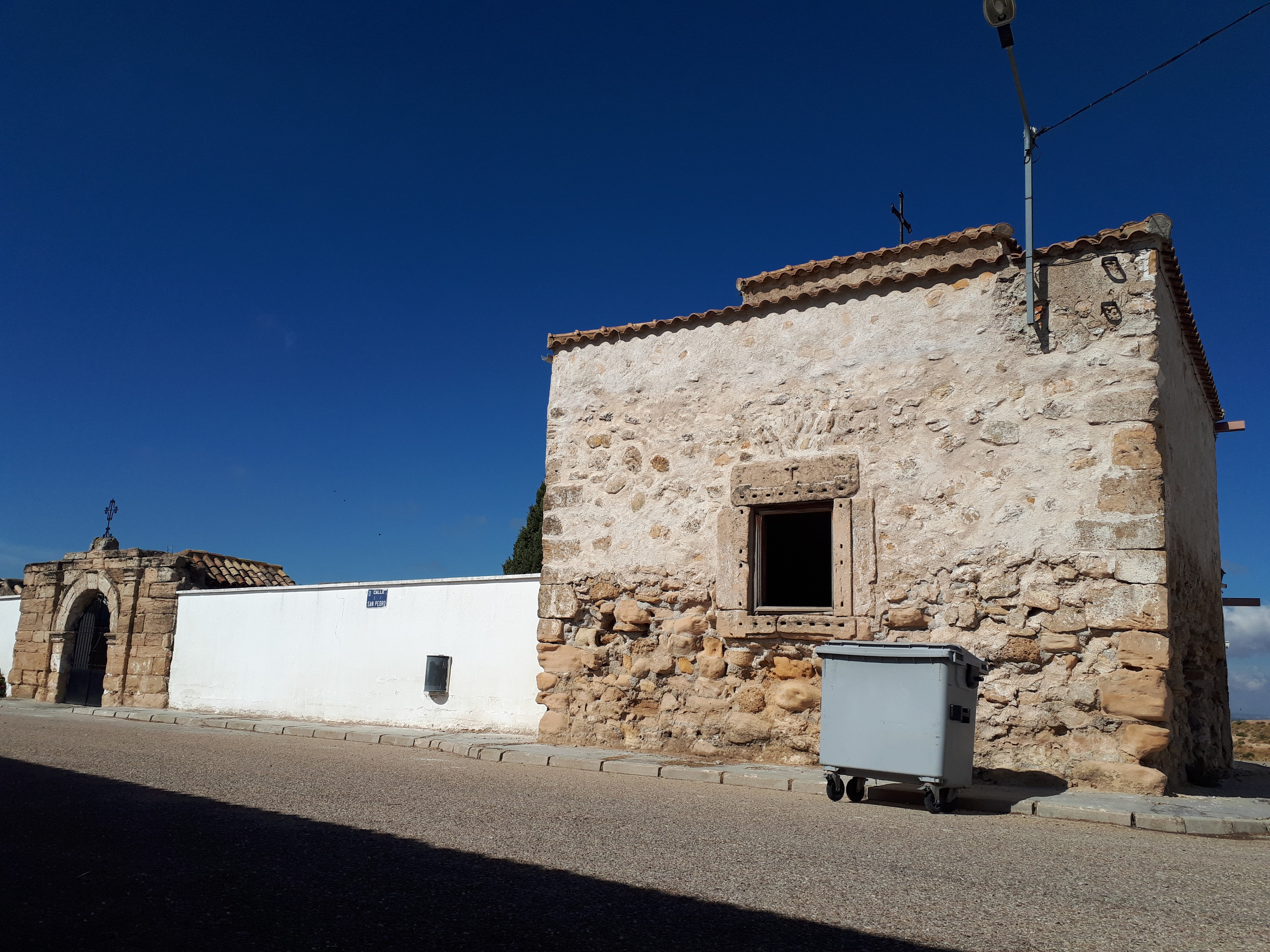
Capilla y puerta del cementerio de Zarza de Tajo. Las cuales pertenecían a la antigua iglesia situada en el actual cementerio.

### Ermita de San Isidro Labrador
Esta ermita es de nueva construcción. En su interior se encuentran las imágenes de San Isidro Labrador, patrono de los agricultores y la imagen de San Cristóbal, patrono de los conductores. 
En esta ermita se realiza la salida de la procesión del Domingo de Ramos de Semana Santa y la llegada de la imagen de San Isidro el día 15 de mayo.

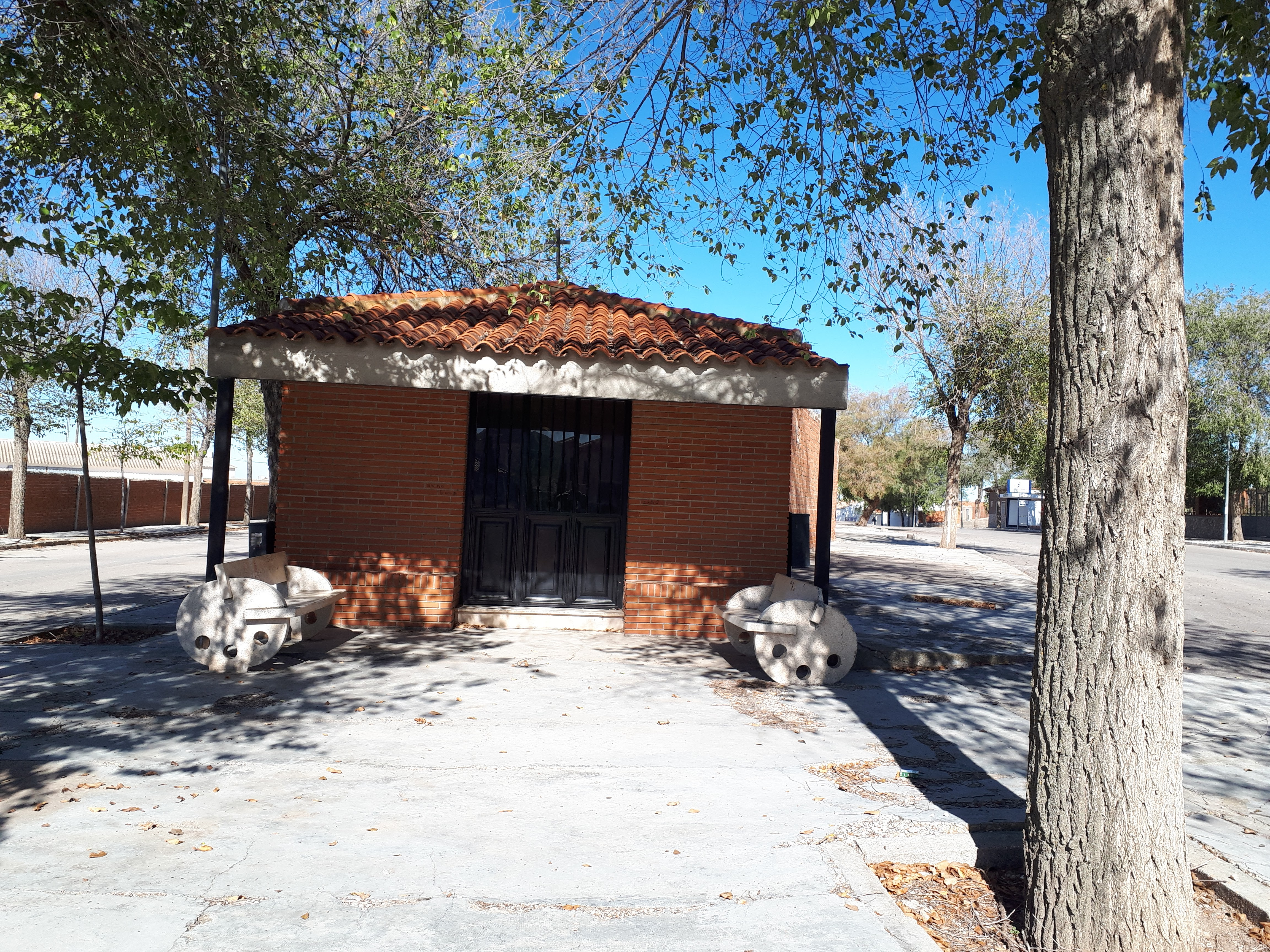
Ermita de San Isidro Labrador

### Cuevas
Algunas de las cuevas que contiene el casco urbano de Zarza De Tajo se encuentran excavadas en zonas rocosas. Muchas de ellas fueron construidas por moros y otras muchas fueron construidas en la Guerra.

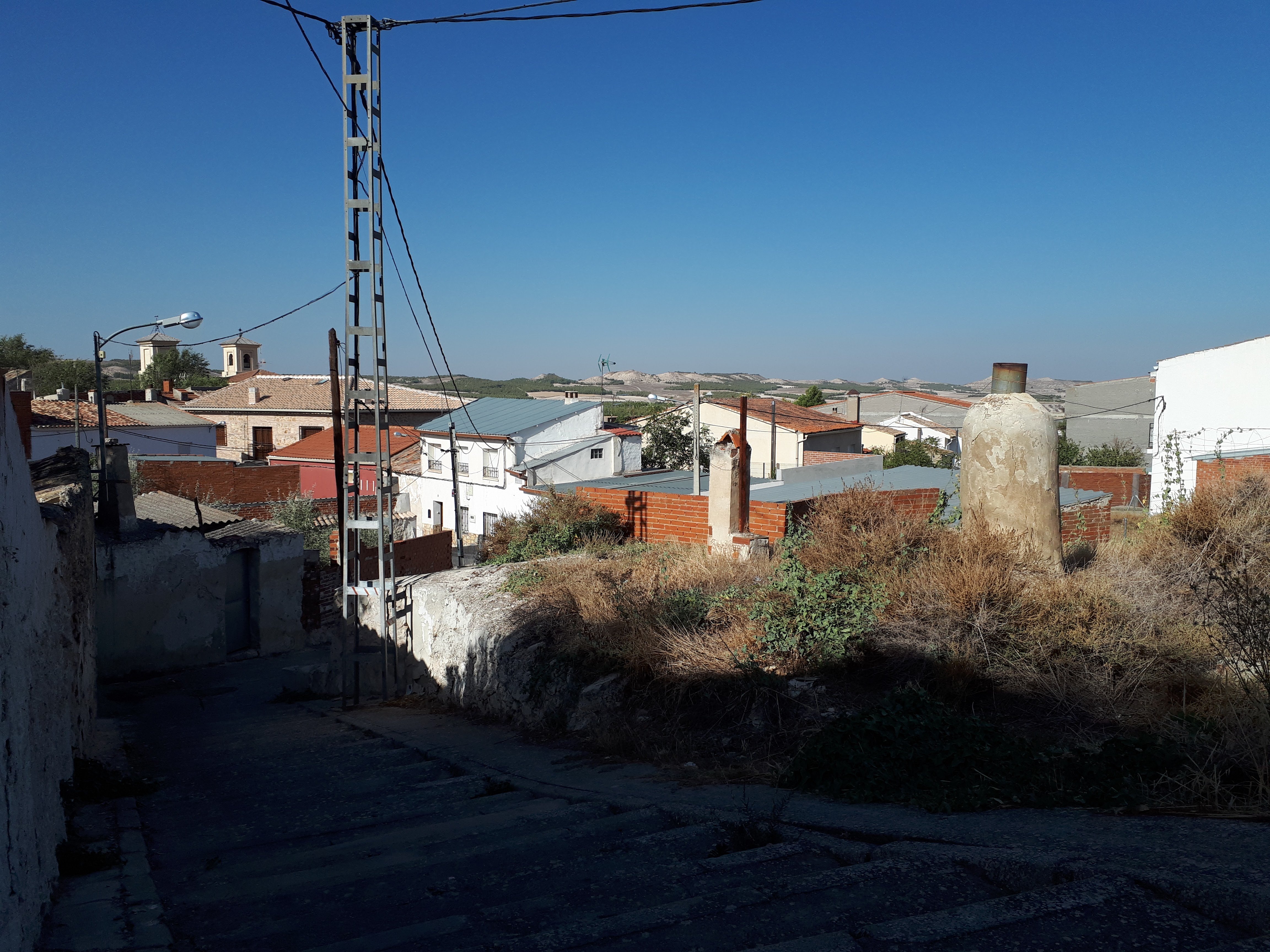
Vista de Zarza de Tajo desde el barrio de las cuevas

## Fiestas

### Fiestas de la Candelaria

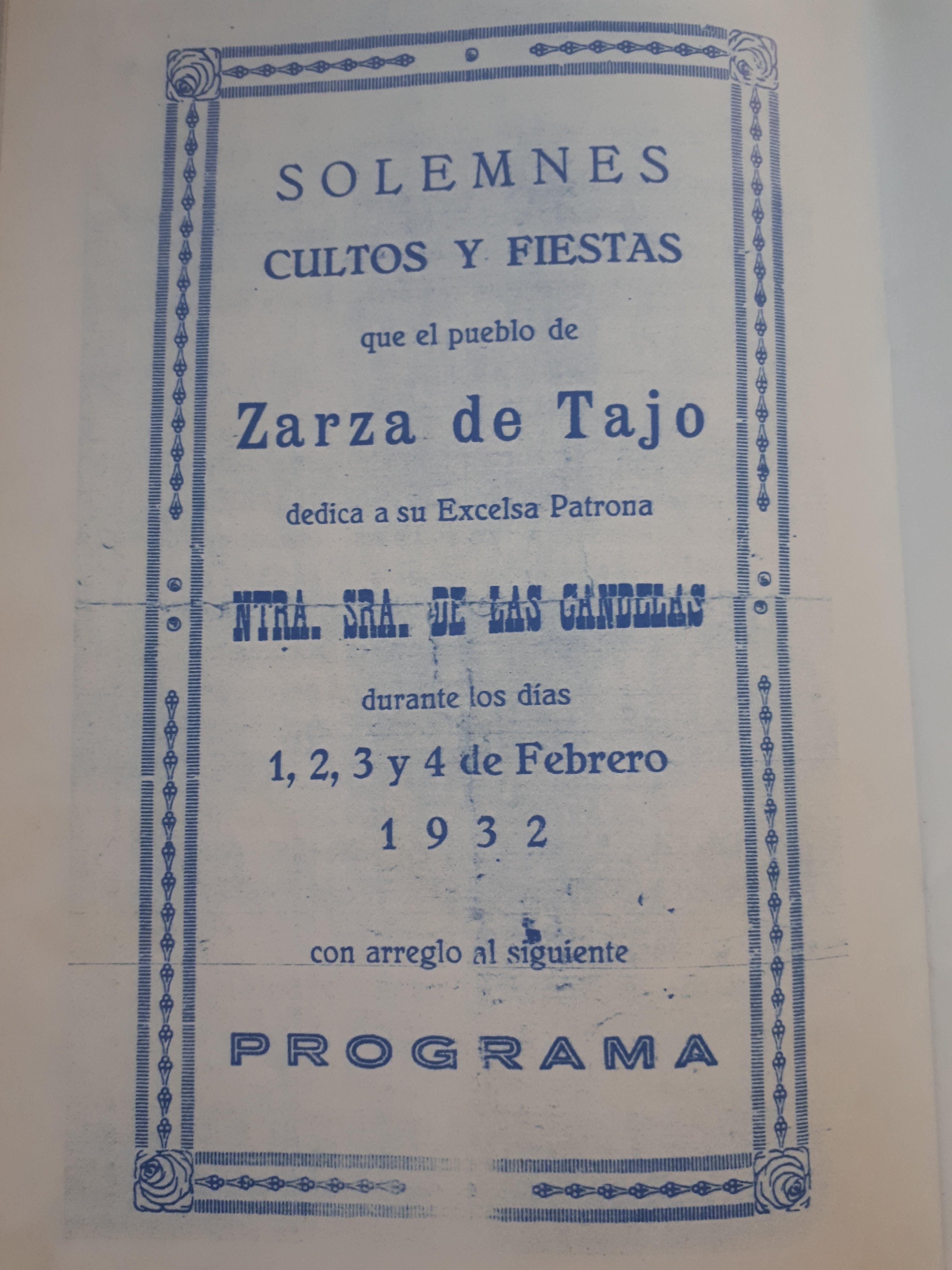
Libro de fiestas de la Candelaria 1932

Las fiestas de la candelaria se realizan en el fin de semana siguiente de la Fiesta de la Candelaria. En estas fiestas se realizan las novenas en honor a la Virgen de las Candelas. Estas fiestas dan comienzo el jueves antes de las fiestas con el traslado y procesión de la Torta de la Virgen a la iglesia donde es bendecida en la puerta de la iglesia y ofrecida a la virgen. 

### Solemnes cultos y fiestas que el pueblo de Zarza de Tajo dedica a su patrona 1932
DÍA 1:
A las cuatro de la tarde, darán principio los festejos con disparos de cohetes, morteros y gran repique de campanas a los que seguirán Solemnes Vísperas con acompañamiento de una gran orquesta de capilla.
A las ocho de la noche, Salve y escogidos motetes interpretados por la indicada orquesta de capilla.
A las nueve, se quemará una vistosa e inaudita colección de FUEGOS ARTIFICIALES por el reputado y varias veces laureado pirotécnico D.Francisco Herreros, inclito vecino de Orusco, amenizados intermedios con esmerado, globos grotescos y morteros; gran concierto durante el acto.
Día 2:
GRAN DIANA
empezando su actuación la comparsa de Gigantes y Cabezudos.
Triunfal PROCESIÓN de la hermosísima Imagen por las principales calles del pueblo que irá seguida de la gran Torta de la Virgen, llevada en hombros de los cuatro más forzudos del pueblo, causando la admiración y envidia de todos los belinchoneros; a continuación tendrá lugar una misa a toda orquesta, durante la cual ocupará la Cátedra Sagrada Juan García Plaza de Luis, canónigo de la Iglesia Catedral de Cuenca. 
Por la tarde animada subasta de los objetos donados a la imagen. 
Por la noche otro gran concierto y segunda colección de fuegos de artificio que terminará con una gran traca final (1000 metros) y en cuya confección pondrá toda su maestría el afamado pirotécnico antes citado. 
Día 3:
Por la mañana, elevación de globos grotescos y segunda parte de gigantes y cabezudos.
Por la tarde, animado y selecto BAILE PÚBLICO, rifa de objetos y por la noche bailes de sociedad. 
Todos estos festejos serán amenizados por la brillante Banda de música de Villamayor De Santiago, dirigida por el notable maestro Don Francisco Córdoba, y que ha sido premiada en varios concursos. 
Día 4:
Rifa de la clásica torta de la virgen, durante la cual serán obsequiados con pedazos de la misma, todos los forasteros que nos honren con su visita. 
Grandes atracciones, originales concursos de belleza, baile y otros harán imborrable sensación a quienes los presencien. 
Por las noches varios aficionados del pueblo, dirigidos por el maestro Sánchez, inaugurarán el elegante teatro recién construido, con obras de actualidad y clásicas, entre otras, <<Juan José >>, <<Tierra baja>>, <<El asombro de Damasco>>, etc., y cuyo repertorio, horas y precios se anunciarán previamente; trabajando con gran entusiasmo los señores don Alberto Morante, don León Belinchón, don Justiniano Fernández y Eusebio Trigo que harán maravillas en obsequio del público. 
```
                      Zarza de Tajo 20 de enero de 1932 
                         Por la comisión de festejos:
         El presidente: Román Trigo    El secretario: Justiniano Fernández
```

El sábado se realiza la tradicional recogida del 'Ramo' en compañía de la banda de música, esta recogida se basa en que los mayordomos de la virgen van por las calles del pueblo recogiendo los donativos que la gente ofrece a la virgen en especie para subastar posteriormente el domingo por la mañana en la 'Almoneda'. El viernes de las fiestas se realiza la ofrenda floral y la víspera y posterior misa. El sábado es el día grande con la Santa Misa por la mañana y la Solemne Procesión con la imagen de la Virgen y el gran castillo de fuegos artificiales. El domingo por la mañana se realiza la procesión u santa misa en honor a San Blas y posteriormente la tradicional y típica *Almoneda*. El lunes por la mañana santa misa en honor a los difuntos y por la tarde cierre de fiestas con pólvora y traca fin de fiestas.

### Fiestas de San Antonio
Las fiestas de San Antonio se realizan el fin de semana posterior al 13 de junio. Estas fiestas comienzan el jueves con el solemne triduo a San Antonio. El viernes se realiza por la tarde la ofrenda de flores y posteriormente Santa Misa. El sábado por la tarde se realiza la santa misa y posteriormente el tradicional 'Puñao' que consta en invitar a la gente a limonada y garbanzos torrados. Por la noche se realiza el credo en honor a San Antonio y a continuación exhibición de fuegos artificiales. El domingo por la mañana después de la Diana, procesión y santa misa en honor a San Antonio  y por la tarde pólvora y traca fin de fiestas.

### Fiestas del Tinillo
Las fiestas del Tinillo fueron creadas en 1995 por el ayuntamiento. Se celebran la segunda semana del mes de agosto, finalizando así el día 15 de agosto. Estas fiestas duran una semana y se componen de una sucesión de días dedicados a juegos y deportes, algunos de los juegos son: petanca, boleo, brisca, mus, partido de futbol, fiesta del agua, juegos populares... Una de las noches también se dedican a bailes realizados en el verano por los jóvenes del pueblo.
Una gran semana de juegos infinitos para mayores y pequeños que son dedicados al entretenimiento de toda la gente.

## Gastronomía
El producto gastronómico más importante de Zarza de Tajo es la Torta de la Virgen. Este producto se elabora a finales del mes de enero para tenerla preparada para las fiestas de la Virgen de las Candelas. 
Los componentes son miel, harina, aceite de oliva, huevos y agua. Si nos fijamos podemos verificar que son productos o han sido productos de la zona. La miel: hay que considerar que la zona es muy similar a la Alcarria por lo que también se encontraban apicultores, de hecho hay un paraje llamado El Colmenar. La harina: en el pueblo se pueden encontrar campos de trigo y existe también un paraje llamado El Molinillo, en el cual según datos de la Alcarria Conquense (CEDER en Huete), existió un molino de harina movido por agua. Aceite de oliva: Es el que siempre se ha utilizado para hacer la torta. Se pueden hallar olivares en la zona, algunos con varios siglos de vida. También existe todavía algún molino de aceite ubicado en el pueblo.

## Polideportivo
El polideportivo cuenta con campo de futbol, cancha de baloncesto, cancha de tenis y pista de papel. También dispone de baños.